# Michael Ehbauer

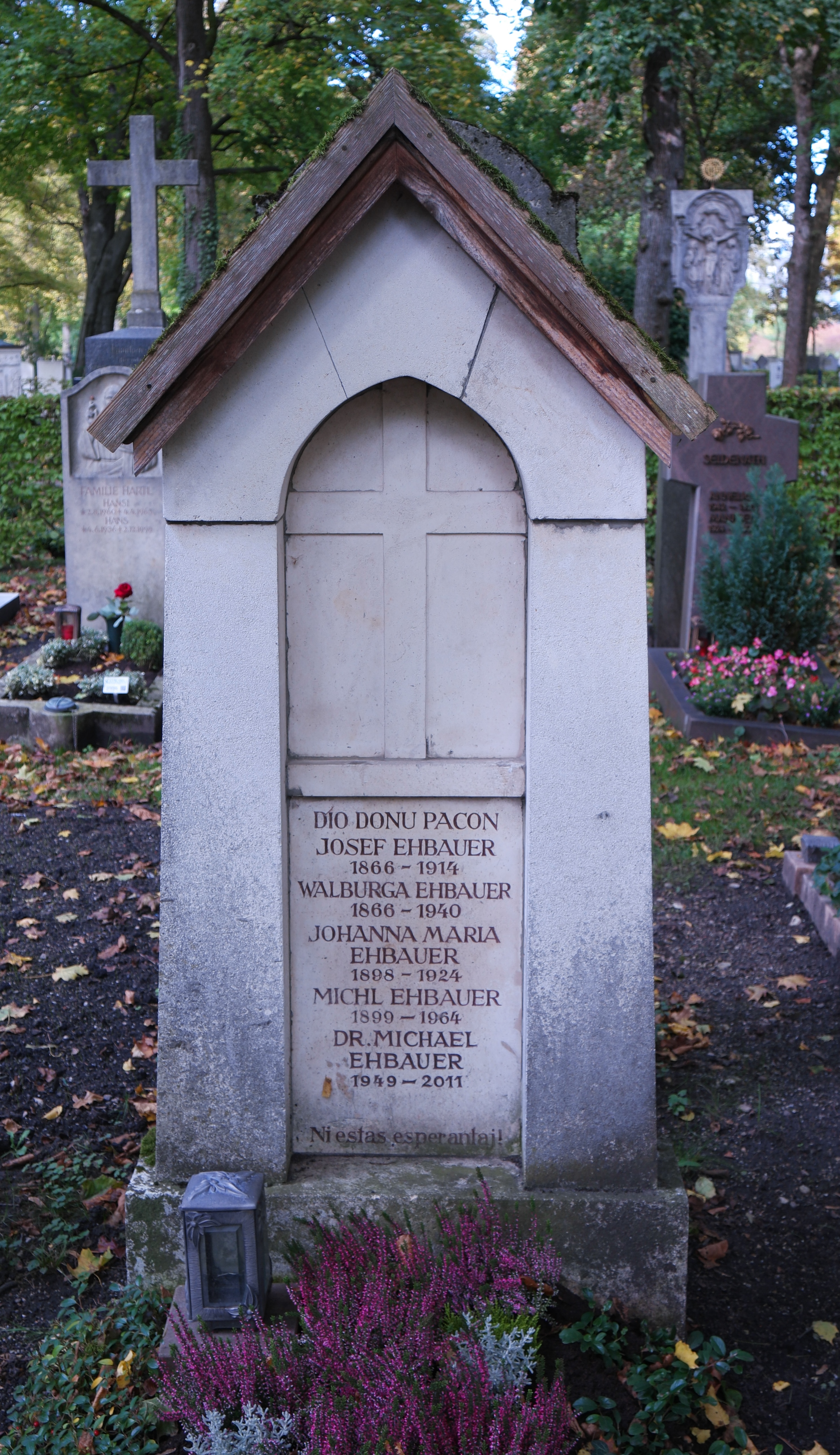
Grab von Michael Ehbauer auf dem Westfriedhof in München

Michael Ehbauer (* 16. Januar 1949 in München; † 17. Juli 2011) war ein deutscher Arzt und Mundartschriftsteller.

## Leben
Michael Ehbauer war der Sohn des bairischen Mundartdichters Michl Ehbauer (1899–1964). Er verfasste u. a. eine Fortsetzung der Baierischen Weltgschicht seines Vaters unter dem Titel: Baierische Weltgeschichte. Letztes Trumm. Wia unser Herr Jesus glebt hat. Er sprach ferner die gesamte Baierische Weltgschicht als Hörbuch auf Audio-CD ein.
Michael Ehbauer lebte zuletzt in Petershausen bei München, wo er hauptberuflich eine ärztliche Praxis betrieb.